# Гері Шоу
Гері Шоу (англ. Gary Shaw; 21 січня 1961, Бірмінгем — 16 вересня 2024) — англійський футболіст, що грав на позиції нападника, зокрема, за клуб «Астон Вілла», а також молодіжну збірну Англії. Найкращий молодий футболіст Європи 1982 року, який не зміг реалізувати свій потенціал через важку травму.
Чемпіон Англії. Володар Кубка європейських чемпіонів. Володар Суперкубка УЄФА.

## Клубна кар'єра
У дорослому футболі 17-річний на той час футболіст дебютував 1978 року виступами за команду «Астон Вілла» з рідного Бірмінгема. Швидко став стабільним гравцем команди, склавши основну пару нападників з Пітером Вітом.
У переможному для «Вілли» сезоні 1980/81 тандем основних гравців атаки на двох забив більше половини усіх голів команди у чемпіонаті (38), 18 з яких записав на свій рахунок все ще юний, 20-річний, Шоу. Його особистий внесок у командне досягнення був визнаний присудженням йому титулу Молодого гравця 1981 року за версією ПФА.

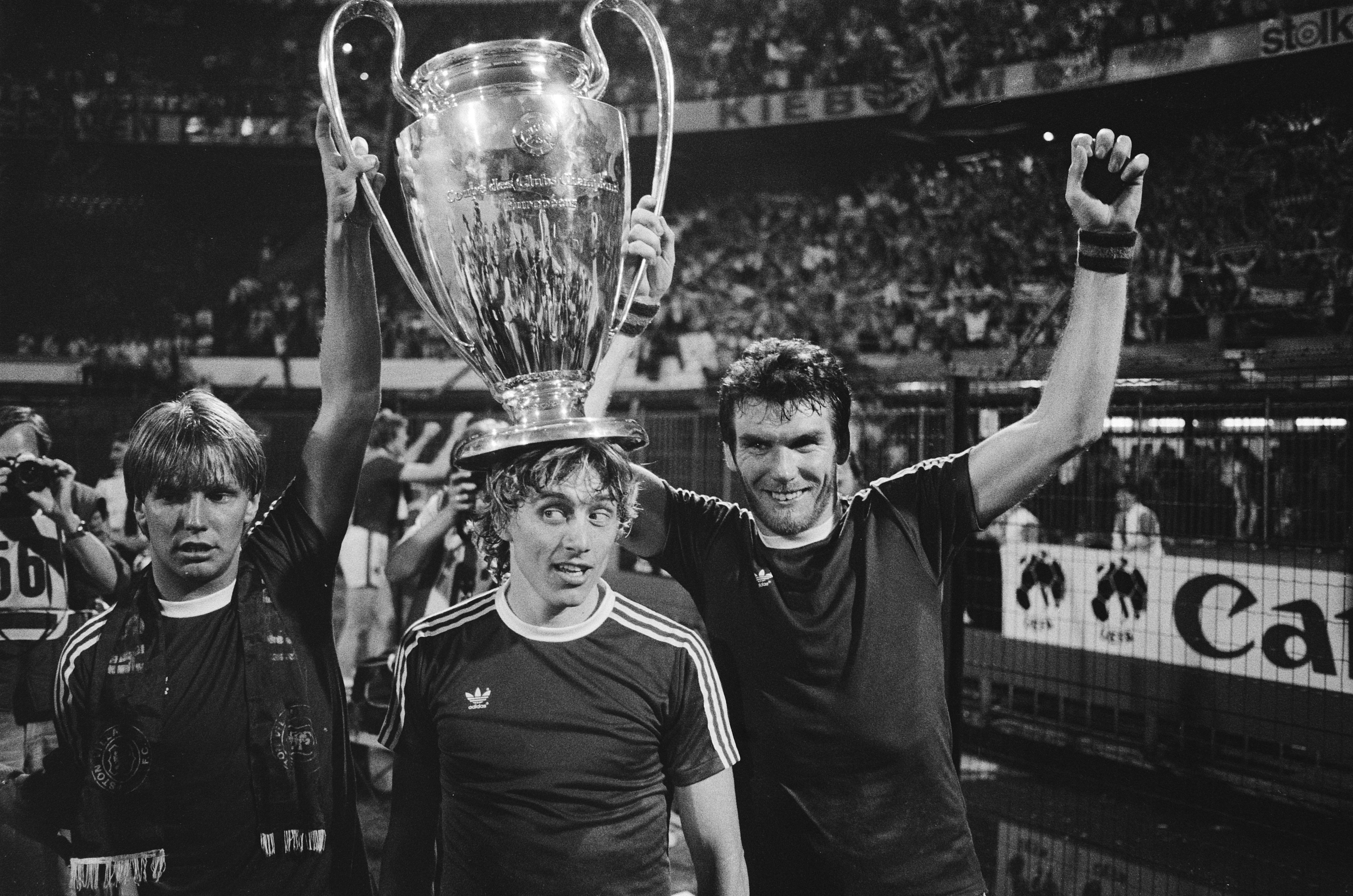
Гері Шоу (ліворуч), разом з Тоні Морлі і Пітером Вітом (праворуч) після перемоги у Кубку європейських чемпіонів. 26 травня 1982 року.

Наступного сезону бірмінгемська команда провалилася у національній першості, задовго до її завершення вибувши з боротьби за захист чемпіонського титулу і врешті-решт фінішувавши лише на 11-му місці. Натомість бірмінгемці зосередилися на першому для них розіграші Кубка європейських чемпіонів, який їм з першої спроби вдалося завоювати, здолавши у фіналі мюнхенську «Баварію». А трохи згодом команда додала до своїх трофеїв і Суперкубок УЄФА 1982 року. У двоматчовому двобої за останній трофей саме гол Гері Шоу у ворота «Барселони» за десять хвилин до завершення матчу-відповіді зрівняв рахунок за сумою двох ігор і перевів протистояння у додатковий час, в якому його команда змогла вирвати перемогу, провівши ще два голи у ворота каталонців. Єврокубкові тріумфи «Астон Вілли» зробили її молодого нападника вже зіркою континентального масштабу і принесли йому звання Найкращого молодого футболіста Європи 1982 року.
Поворотним моментом у кар'єрі Шоу стала виїздна гра проти «Ноттінгем Форест» у вересні 1983 року, по ходу якої він отримав важке пожкодження коліна. Після тривалого лікування нападник зміг повернутися на поле, однак повернутися на той рівень гри, який дозволяв йому вважатися одним з найперспективніших футболістів свого покоління, гравцеві вже так й не вдалося.
Залишивши рідний клуб у 1988 році, Шоу ще протягом п'яти років намагався реанімувати свою кар'єру, але у жодній зі своїх наступних команд стати важливою фігурою на полі не зміг. Погравши за «Блекпул», данський «Копенгаген», австрійську «Аустрію» (Клагенфурт), «Волсолл», «Кілмарнок» та «Шрусбері Таун», завершив професійну ігрову кар'єру 1992 року у Гонконзі виступами за клуб «Ернест Борель».

## Виступи за збірну
Протягом 1981–1982 років залучався до складу молодіжної збірної Англії. На молодіжному рівні зіграв у 7 офіційних матчах, забив 2 голи.

## Титули і досягнення

### Командні
- Чемпіон Англії (1):

«Астон Вілла»: 1980-1981
- Володар Кубка чемпіонів УЄФА (1):

«Астон Вілла»: 1981-1982
- Володар Суперкубка УЄФА (1):

«Астон Вілла»: 1982
- Чемпіон Європи (U-21): 1982

### Особисті
- Найкращий молодий футболіст Європи: 1982
- Молодий гравець року за версією ПФА: 1981